# Graspieper
De graspieper (Anthus pratensis) is een zangvogel uit de familie piepers en kwikstaarten (Motacillidae).

## Kenmerken
De graspieper lijkt veel op andere piepers zoals de waterpieper en de boompieper. Het is een kleine vogel van ongeveer 15 cm met een spanwijdte van 25 tot 27 cm. De graspieper weegt ongeveer 20 tot 25 gram.
Het bovenste deel van de rug is duidelijk gestreept grijsbruin met olijfbruin. Dit patroon zie je ook op de bovenkant van de kop. De vleugelveren op de rug en in de middellange staart zijn zwart tot donkerbruin met vaal witte randen. De stuit is ongetekend en oranjebruin. De buik is vuilwit en beige / geelachtig naar de flanken. Op de borst en flanken zitten gelijkmatige korte donkere strepen. De zijkant van de kop heeft een lichte wang- / mondstreep. De lichte wenkbrauwstreep is kort en vaag. De snavel is slank en heeft een donkere punt en bovenkant met een gele aanzet en onderkant. De dunne poten zijn licht oranjebruin met een zeer lange achtertenen.

## Onderscheid tussen boompieper en graspieper
De graspieper en de boompieper zijn moeilijk te onderscheiden qua uiterlijk. De roep en habitat zijn verschillend, maar ze kunnen in dezelfde biotoop voorkomen.
De graspieper loopt met schokkende bewegingen, wat bij de boompieper minder opvallend is. De boompieper loopt soepeler en 'stiekemer' (meer gebukt).
De zangvlucht van de graspieper begint vaak vanaf een hoger plekje in het grasland. Je hoort de roep tijdens het opstijgen met korte snelle vleugelslagen en het al zwevende dalen met stijve vleugels. De boompieper start zijn zangvlucht meestal in een boomtop om vervolgens zingend op te stijgen en vervolgens als een parachute naar beneden te zweven.

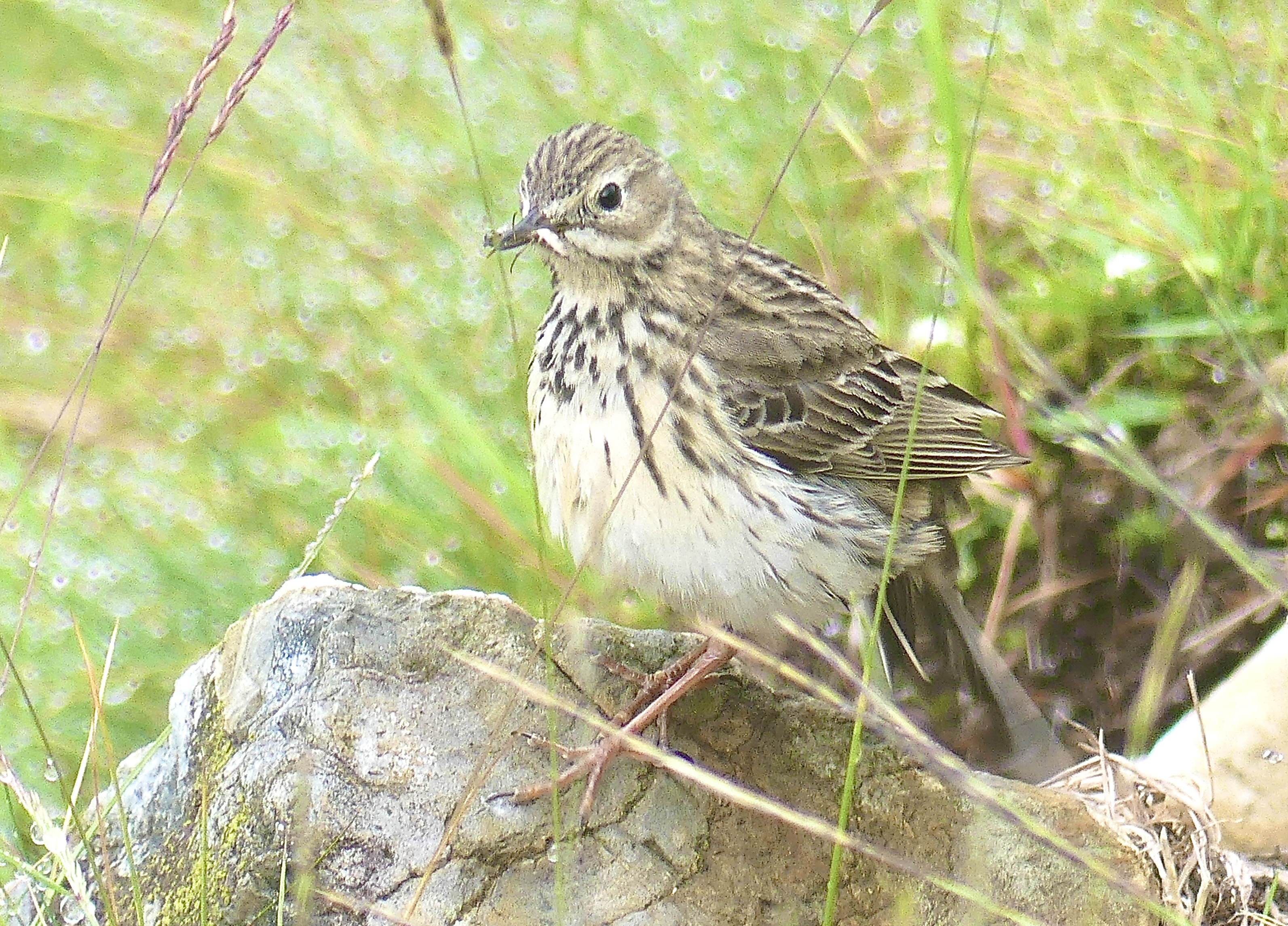
Graspieper met insect

Van een afstand heeft de graspieper een donkerder snavel zonder roze ondersnavelbasis, zoals de boompieper. Het koppatroon van de graspieper is minder duidelijk, de wenkbrauw- en wangstreep is vager en smaller. De smalle witte oogring is meestal het lichtste deel van de kop van de graspieper. Het streeppatroon op de bovendelen van de boompieper zijn zwaarder gestreept dan bij de graspieper. De nagel van de achterteen is bij de graspieper langer en minder krom dan bij de boompieper, die lichtroze gekleurde poten heeft.

## Voorkomen
In Nederland en België is de graspieper het hele jaar te zien. In Nederland is het een talrijke broedvogel, doortrekker in grote aantallen en ook overwinteraar in vrij grote aantallen. SOVON constateert echter een voortdurende, maar kleine (<5%) achteruitgang sinds 1990. Daarom staat de soort nu als gevoelig op de Nederlandse rode lijst en als bedreigd op de Vlaamse rode lijst. Ook heeft de vogel sinds 2015 internationaal de status gevoelig op de Rode Lijst van de IUCN.
In Vlaanderen werd het aantal broedparen door het INBO op 3800 à 5500 geschat.